# Acacia douglasica
Acacia douglasica é uma espécie de leguminosa do gênero Acacia, pertencente à família Fabaceae.